# Messegelände Hannover

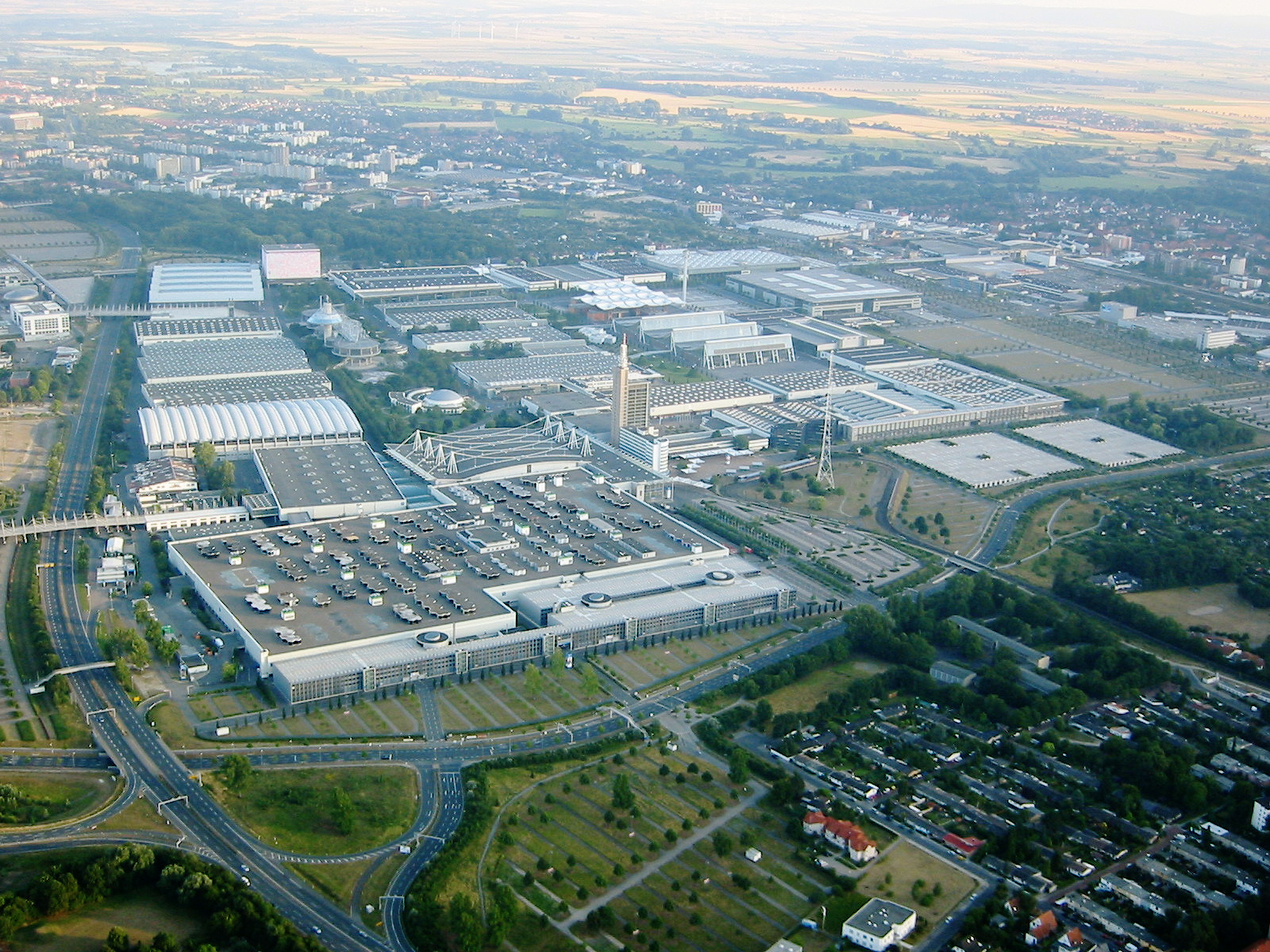
Messegelände von Norden, 2008

Das Messegelände Hannover befindet sich im Süden der Landeshauptstadt Hannover (Stadtteil Mittelfeld) und ist mit einer überdachten Fläche von 392.453 m², einer Freifläche von 58.000 m² und 24 Messehallen das größte überdachte Messegelände der Welt. Zu der 131 Hektar großen Kernfläche gehört außerdem ein Tagungszentrum. Betreiber des Geländes ist die Deutsche Messe AG (DMAG), die auch Messen außerhalb des Geländes veranstaltet.
Im Jahr 2000 wurde auf dem gesamten Messegelände die Expo 2000 ausgerichtet. Auf dem Messegelände werden jährlich bedeutende Messen wie die Agritechnica oder die Hannover Messe ausgerichtet.

## Geschichte

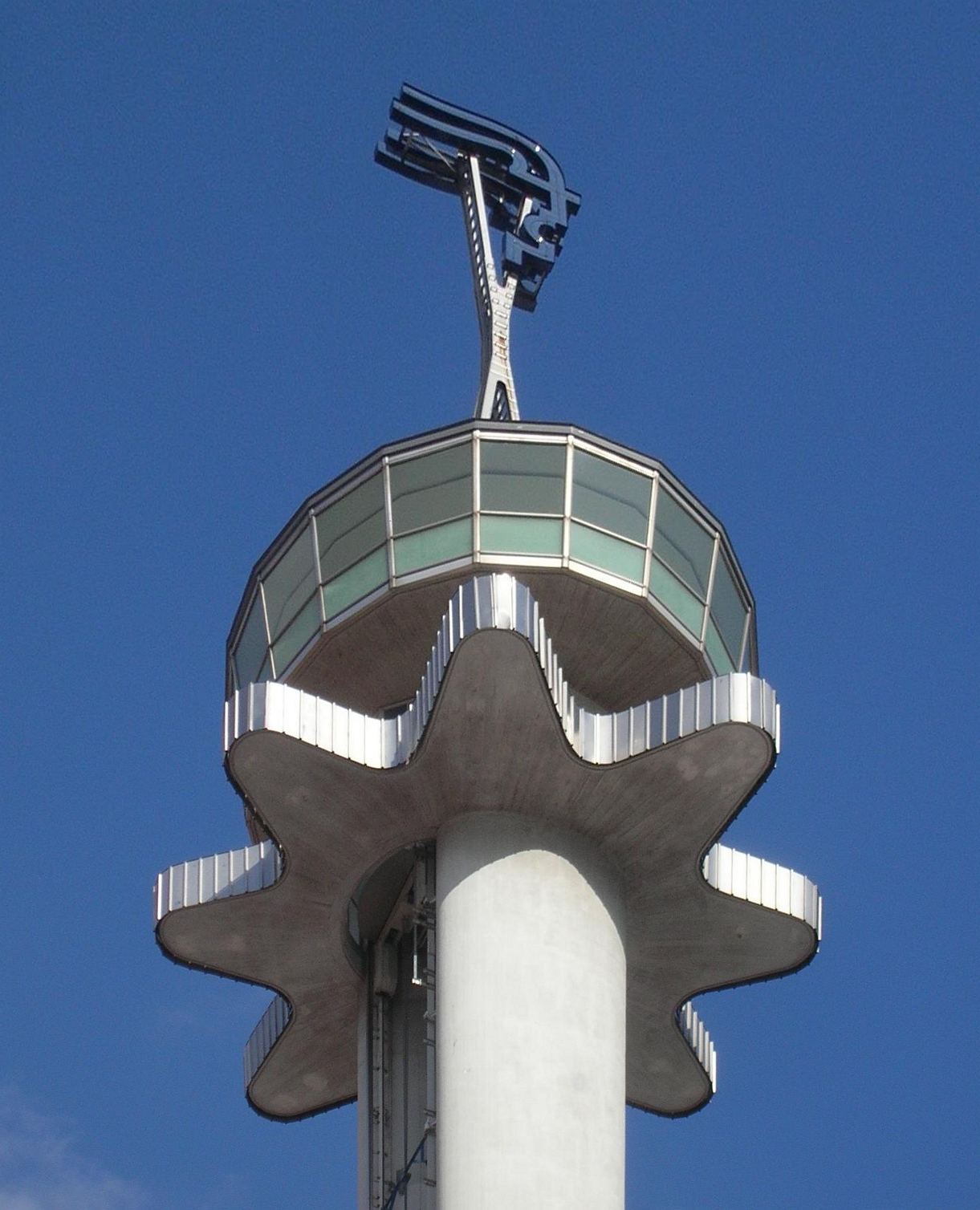
Hermesturm

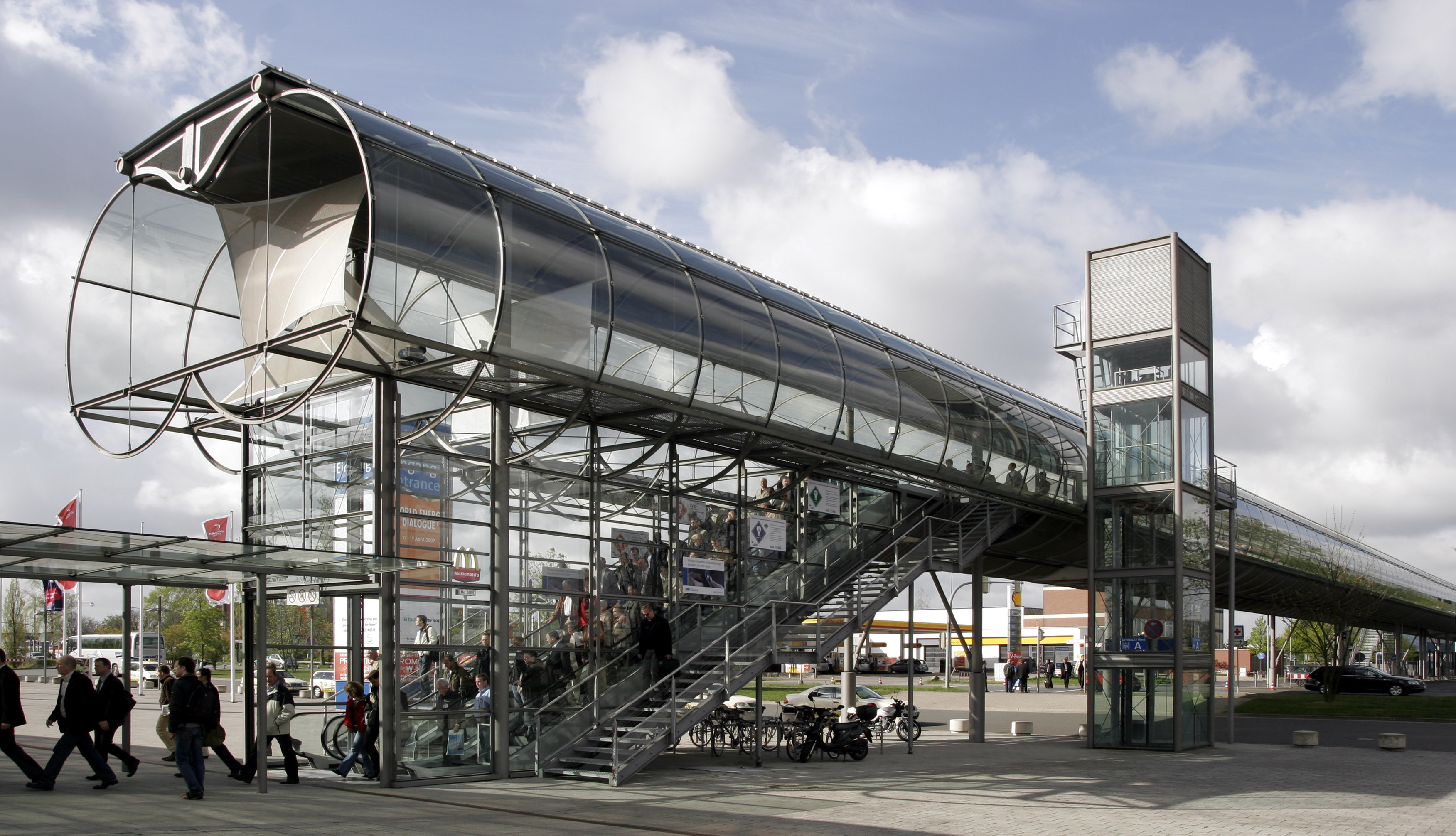
Der Skywalk führt vom Bahnhof Hannover Messe/Laatzen zum West-Eingang

Das heutige Messegelände entstand 1947 auf dem Gelände der zuvor als Rüstungsbetrieb von Hannover nach Laatzen ausgelagerten und in der Nachkriegszeit demontierten Vereinigten Leichtmetall-Werke. Die britische Militärregierung war nach dem Krieg auf der Suche nach einem geeigneten Ort für eine Handelsmesse in Deutschland. Der früher führende Messestandort Leipzig lag nach Ende des Zweiten Weltkriegs in der Sowjetischen Besatzungszone und kam deswegen nicht in Frage.
Die Hallen des ehemaligen Metallwerks Hannover (MEHA) in Laatzen (heute Hannover-Mittelfeld) schienen für dieses Vorhaben geeignet. Im Jahr 1947 wurde dort die Exportmesse 1947 veranstaltet, die später in die Hannover Messe überging. Diese Messe war ein Erfolg und Hannover war als neuer Messestandort etabliert.
Der einzige erhaltene Baukörper aus der Ursprungszeit ist das „Haus der Nationen“ im südlichen Teil des Geländes. Die ursprünglichen fünf Hallen (mit den Bezeichnungen I, II, III, IV und V) sind im Laufe der Jahre restlos verschwunden. 1997 wurde eine sehr umfangreiche Ausstellung mit dem Thema „50 Jahre Hannover Messe“ auf der Galerie der Halle 2 gezeigt. Dabei waren auch Pläne des Messegeländes aus verschiedenen Jahren.
Die Hallenbezeichnungen wurden im Laufe der Jahre teilweise geändert. Der heute in der Mitte des Geländes befindliche Hallenkörper mit den Nummern 14 bis 17 z. B. hatte früher die Nummern 13, 16 und 17, die frühere Halle 14 heißt heute Pavillon 36. Kurz vor der Expo wurde diese Nummerierung geändert und die neue Halle im äußersten Südwesten des Geländes bekam die Nummer 13. Die Halle 2 war in den 1980er Jahren noch deutlich kleiner und musste einem Neubau weichen, der die gleiche Nummer bekam. Die Halle 8 unter der Exponale ist heute wesentlich kleiner als der Vorgänger, der auch Teile der Fläche der heutigen Halle 9 umfasst hatte.

### Zeitleiste
- 1949 Aufteilung in Exportmesse und Industriemesse[5]
- 1956 bis 1958: Der Hermesturm wurde errichtet.
- 1958: Bau des Messeschnellweges
- 1961: Umbenennung der Industriemesse in „Hannover-Messe“[6]
- 1970: Die Halle 1 wurde eröffnet, die damals größte Messehalle der Welt. In dieser Halle wird die CeBIT veranstaltet, die damals noch Teil der Hannover Messe war.
- 1974: Neben zahlreichen Ortschaften wird auch das Messegelände nach Hannover eingemeindet und gehört von nun an nicht mehr zu der Stadt Laatzen, sondern der Landeshauptstadt Hannover.
- 1986: Die CeBIT wurde im März 1986 erstmals als eigenständige Messe neben der Industriemesse etabliert. 2018 fand die CEBIT zum letzten Mal statt.[7][8]
- 1990er: Das Messegelände wurde wegen des Zuschlags für die Expo 2000 intensiv umgebaut. Halle 13 wurde errichtet, die zum Zeitpunkt ihrer Fertigstellung die größte frei tragende Halle der Welt war.
- 2000, Juni bis Oktober: Die Weltausstellung Expo 2000 wurde auf dem Messegelände (Expo West) und dem neuen Areal (Expo Ost) veranstaltet.
- 2000: Das Messehochhaus wurde neuer Sitz der Deutschen Messe AG.
- 2002: Fertigstellung der Halle 27, mit einer Fläche von 31.100 m².[9][10]
- 2005: Der Bundesendlauf des ADAC im Kartslalom fand in der Messe Hannover statt.
- 2008: Die Halle 1, Keimzelle der CeBIT, war erstmals nicht mehr Bestandteil der Computermesse.[11]
- 2013: Die Halle 1 wurde zur Hannover Messe zum Teil und zur Agritechnica komplett wieder in Betrieb genommen.

## Bauwerke

### Hallen

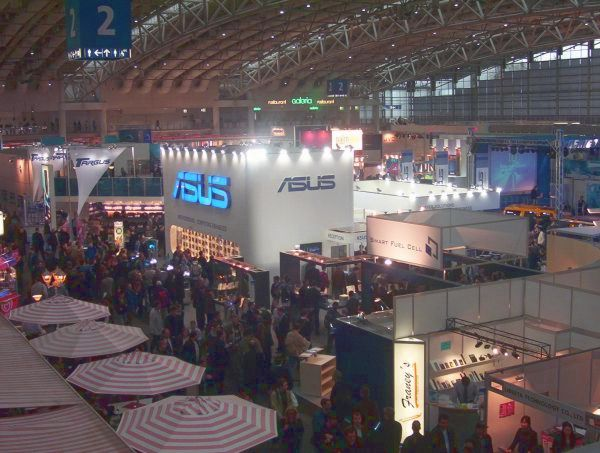
Messehalle 2 während der CeBIT 2004
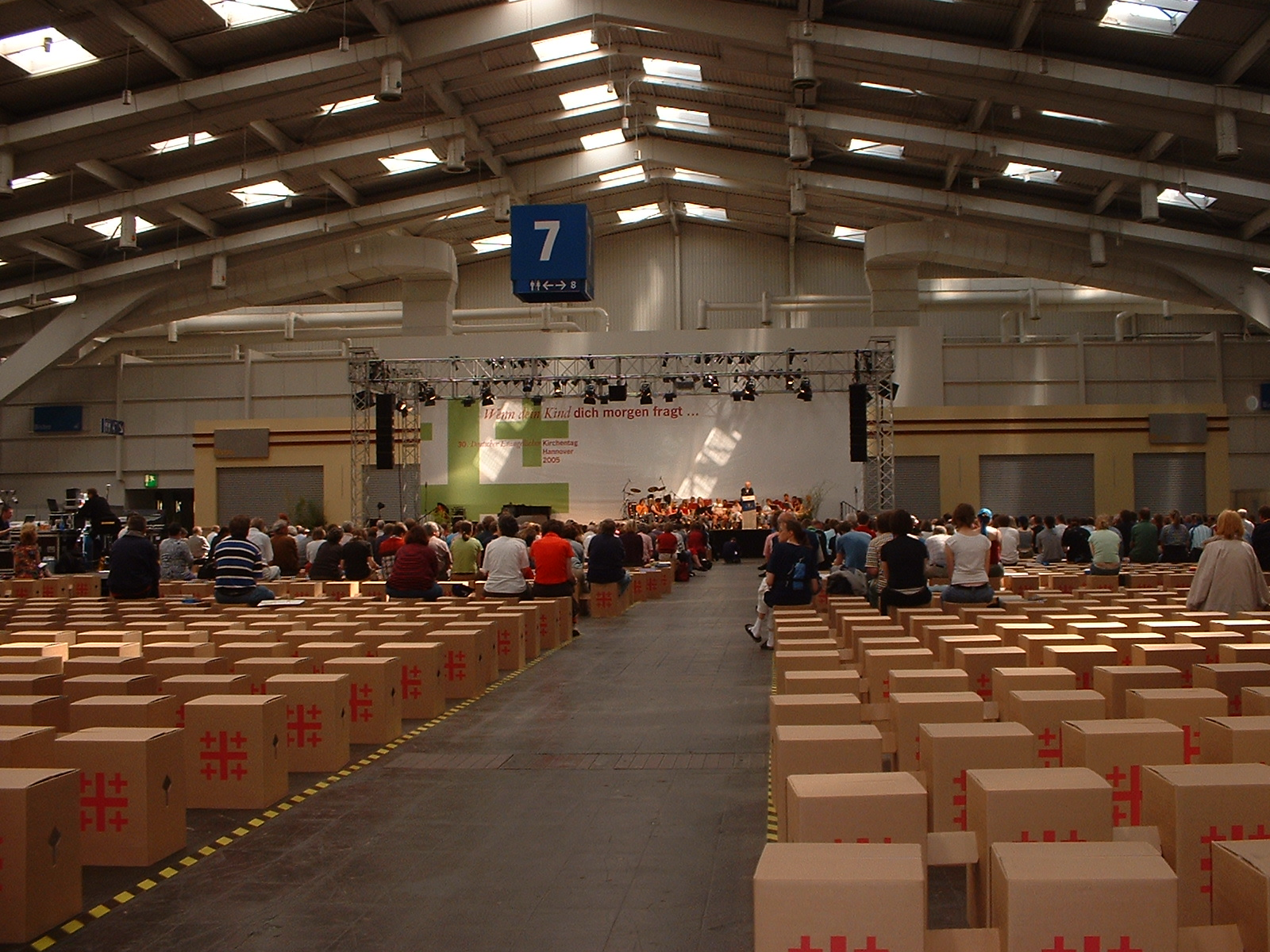
Messehalle 7 während des Deutschen Evangelischen Kirchentags 2005

### Weitere Bauwerke
Neben den 24 Messehallen und 7 Pavillons befinden sich noch weitere Gebäude auf dem Messegelände.
- Haus der Nationen Hannover

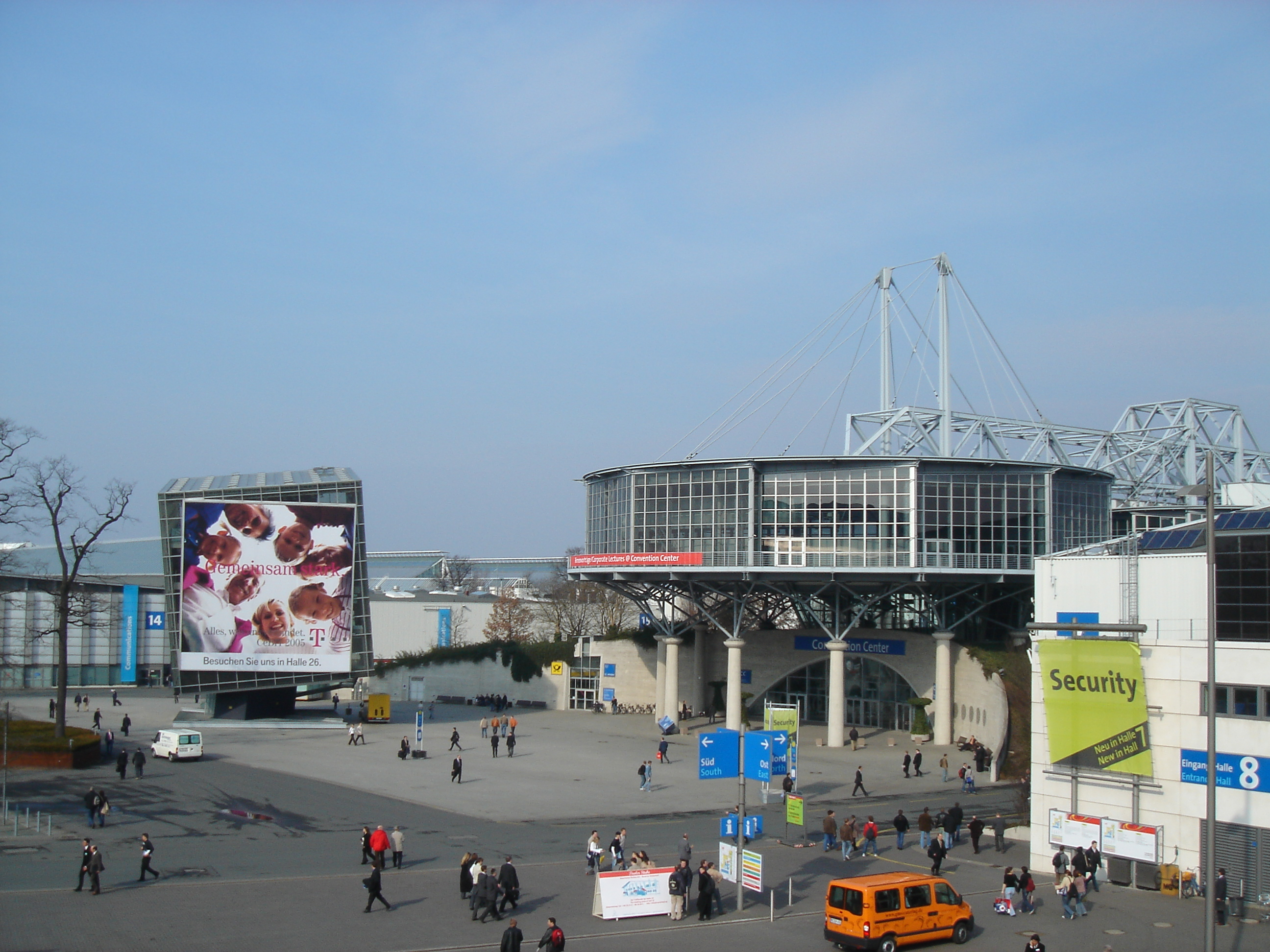
Platz vor dem Convention Center

- Informations-Centrum Messe Hannover
- Convention Center – Tagungszentrum
- Hermesturm
- Expodach – größtes freitragendes Holzdach der Welt
- Exponale – breite Fußgängerbrücke zwischen Messegelände und Ostgelände mit großer Freitreppe
- Messehochhaus – Verwaltungssitz der Deutschen Messe AG
- Skywalk – Verbindung zwischen Bahnhof Hannover Messe/Laatzen und West-Eingang
- Münchner Halle – Das größte Messerestaurant der Welt

## Verkehrsanbindung

### Auto
Das Messegelände ist über den Messeschnellweg an die BAB 2 und an die BAB 7 angeschlossen. Bei großen Messen wie der Hannover Messe oder der CeBIT wird der Messeschnellweg zu Zeiten mit hohem Verkehrsaufkommen in eine vierstreifige Einbahnstraße umgewandelt.
Am Messegelände stehen rund 39.000 Parkplätze zur Verfügung, davon 8.790 in Parkhäusern.

### Stadtbahn
Zwei Strecken der Stadtbahn Hannover führen zum Messegelände. Die Linie 8 bzw. Verstärkungszüge auf dem gleichen Laufweg führen zum Nordeingang des Geländes. Die Linie 6 bzw. die entsprechenden Verstärkungszüge erschließen das ehemalige Ostgelände der Expo 2000 mit Expo Plaza und ZAG-Arena.
| Linie | Verlauf | Takt                                       |
| ----- | --- | ------------------------------------------ |
| 6     | Nordhafen – Hainhölzer Markt – Bahnhof Nordstadt – An der Strangriede – Christuskirche – Steintor – Kröpcke – Aegidientorplatz – Marienstraße – Braunschweiger Platz – Kinderkrankenhaus auf der Bult – Brabeckstraße – Kronsberg – Messe/Ost (EXPO-Plaza) | 10 min (werktags) 15 min (sonn-/feiertags) |
| 8     | (Dragonerstraße –) (nur HVZ) Hauptbahnhof – Kröpcke – Aegidientorplatz – Altenbekener Damm – Peiner Straße – Bothmerstraße – Stadtfriedhof Seelhorst – Am Mittelfelde – Messe/Nord                                                                         | 10 min (werktags) 15 min (sonn-/feiertags) |

Das Ostgelände ist über die Exponale mit dem Messegelände verbunden.

### Bahn

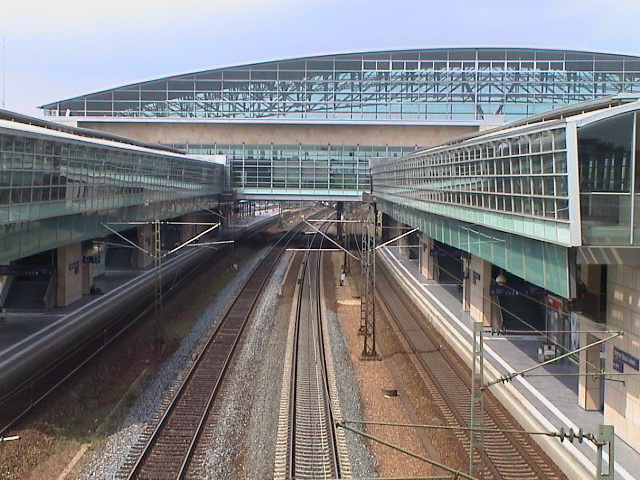
Bahnhof Hannover Messe/Laatzen

Der Bahnhof Hannover Messe/Laatzen liegt (süd-)westlich des Messegeländes. Von 1953 bis 1998 bestand der Kopfbahnhof Hannover Messebahnhof direkt am Messegelände. Heute wird der Eingang West 1 durch einen wettergeschützten Skywalk erreicht. Der Bahnhof liegt an der Schnellfahrstrecke Hannover–Würzburg und ist auch mit der Linie 4 der S-Bahn Hannover zu erreichen; bei großen Messen verkehrt zusätzlich die S 8 zum Hauptbahnhof und weiter zum Flughafen. Des Weiteren steuern Sonderzüge den Bahnhof an und Züge, die außerhalb von Messeterminen den Bahnhof durchfahren, halten dort ebenfalls. Dies gilt zum Beispiel für den Metronom auf dem Weg zwischen Göttingen und Uelzen sowie für einzelne ICE-Züge.